# Équipe de Tchéquie de football au Championnat d'Europe 2024
Vous pouvez aider à l'améliorer ou bien discuter des problèmes sur sa page de discussion.
- Il ne cite pas suffisamment ses sources. Vous pouvez indiquer les passages à sourcer avec {{référence nécessaire}} ou {{Référence souhaitée}}, et inclure les références utiles en les liant aux notes de bas de page. (Marqué depuis juin 2024)
- Son texte doit être wikifié : il ne correspond pas à la mise en forme Wikipédia (style, typographie, liens internes, liens entre les wikis, etc.). (Marqué depuis juin 2024)

- Archive Wikiwix
- Bing
- Cairn
- DuckDuckGo
- E. Universalis
- Gallica
- Google
- G. Books
- G. News
- G. Scholar
- Persée
- Qwant
- (zh) Baidu
- (ru) Yandex
- (wd) trouver des œuvres sur Wikidata

Cet article relate le parcours de l’équipe de Tchéquie de football lors du Championnat d'Europe de football 2024 qui a lieu du 14 juin au 14 juillet 2024 en Allemagne.

## Qualifications
| Rang | Équipe     | Pts | J | G | N | P | Bp | Bc | Diff |  | Résultats (▼ dom., ► ext.) |     |     |     |     |     |
| ---- | ---------- | --- | - | - | - | - | -- | -- | ---- |  | -------------------------- | --- | --- | --- | --- | --- |
| 1    | Albanie    | 15  | 8 | 4 | 3 | 1 | 12 | 4  | +8   |  | Albanie                    |     | 3-0 | 2-0 | 2-0 | 0-0 |
| 2    | Tchéquie   | 15  | 8 | 4 | 3 | 1 | 12 | 6  | +6   |  | Tchéquie                   | 1-1 |     | 3-1 | 3-0 | 1-0 |
| 3    | Pologne    | 11  | 8 | 3 | 2 | 3 | 10 | 10 | 0    |  | Pologne                    | 1-0 | 1-1 |     | 1-1 | 2-0 |
| 4    | Moldavie   | 10  | 8 | 2 | 4 | 2 | 7  | 10 | -3   |  | Moldavie                   | 1-1 | 0-0 | 3-2 |     | 1-1 |
| 5    | Îles Féroé | 2   | 8 | 0 | 2 | 6 | 2  | 13 | -11  |  | Îles Féroé                 | 1-3 | 0-3 | 0-2 | 0-1 |     |

- Sélection directement qualifiée pour l'Euro 2024

## Matchs de préparation
| 22 mars 2024                      | Norvège  | 1 - 2   | Tchéquie             | Ullevaal Stadion, Oslo    |                           |
| 18h00 · Historique des rencontres | Bobb 20e | (1 - 1) | 36e Zima · 85e Barák | Arbitrage : Willy Delajod | Arbitrage : Willy Delajod |
| 18h00 · Historique des rencontres | Rapport  |         |                      | Arbitrage : Willy Delajod | Arbitrage : Willy Delajod |

| 26 mars 2024                      | Tchéquie                 | 2 - 1   | Arménie      | Stade Letná, Prague           |                               |
| 20h00 · Historique des rencontres | Krejčí 45+1e · Chorý 77e | (1 - 1) | 14e Sevikyan | Arbitrage : Julian Weinberger | Arbitrage : Julian Weinberger |
| 20h00 · Historique des rencontres | Rapport                  |         |              | Arbitrage : Julian Weinberger | Arbitrage : Julian Weinberger |

| 7 juin 2024                       | Tchéquie                                                                                   | 7 - 1   | Malte        | Das.Goldberg Stadion, Grödig ( Autriche) |                          |
| 17h30 · Historique des rencontres | Barák 6e (pen.) · Chytil 44e 57e · D. Jurásek 47e · Lingr 71e · M. Jurásek 85e · Černý 89e | (2 - 0) | 59e P. Mbong | Arbitrage : Stefan Ebner                 | Arbitrage : Stefan Ebner |
| 17h30 · Historique des rencontres |                                                                                            | Rapport | 84e J. Mbong | Arbitrage : Stefan Ebner                 | Arbitrage : Stefan Ebner |

| 10 juin 2024                      | Tchéquie                               | 2 - 1   | Macédoine du Nord | Malšovická aréna, Hradec Králové |                           |
| 18h00 · Historique des rencontres | Schick 60e (pen.) · Barák 90+8e (pen.) | (0 - 0) | 65e Alimi         | Arbitrage : Michal Očenáš        | Arbitrage : Michal Očenáš |
| 18h00 · Historique des rencontres | Rapport                                |         |                   | Arbitrage : Michal Očenáš        | Arbitrage : Michal Očenáš |

## Phase finale
Le camp de base de la Tchéquie se situe dans la ville de Norderstedt, en Schleswig-Holstein.

### Effectif
Les âges et les sélections sont calculés au début de l'Euro 2024, le 14 juin 2024.
La République tchèque annonce son équipe finale de 26 joueurs le 28 mai 2024. Le 9 juin, Michal Sadílek est contraint de se retirer de l'équipe après s'être blessé à la jambe lors d'un accident de vélo. Le 12 juin, il est annoncé que Petr Ševčík le remplace.

### Premier tour
| v · m | Équipe   | Pts | J | G | N | P | Bp | Bc | Diff |
| ----- | -------- | --- | - | - | - | - | -- | -- | ---- |
| 1     | Portugal | 6   | 3 | 2 | 0 | 1 | 5  | 3  | +2   |
| 2     | Turquie  | 6   | 3 | 2 | 0 | 1 | 5  | 5  | 0    |
| 3     | Géorgie  | 4   | 3 | 1 | 1 | 1 | 4  | 4  | 0    |
| 4     | Tchéquie | 1   | 3 | 0 | 1 | 2 | 3  | 5  | -2   |

#### Portugal - Tchéquie
| Match 12                | Portugal                           | 2 - 1   | Tchéquie             | Stade de Leipzig, Leipzig                                        |                                                                  |
| 18 juin 2024 21h00 CEST | Hranáč 69e (csc) · Conceição 90+2e | (0 - 0) | 62e Provod ( Coufal) | Arbitrage : Marco Guida (en) Arbitre vidéo : Massimiliano Irrati | Arbitrage : Marco Guida (en) Arbitre vidéo : Massimiliano Irrati |
| 18 juin 2024 21h00 CEST | Leão 39e · Conceição 90+3e         | Rapport | 57e Schick           | Arbitrage : Marco Guida (en) Arbitre vidéo : Massimiliano Irrati | Arbitrage : Marco Guida (en) Arbitre vidéo : Massimiliano Irrati |

#### Géorgie - Tchéquie
Modèle:Groupe F du Championnat d'Europe de football 2024/Géorgie - Tchéquie

#### Tchéquie - Turquie
Modèle:Groupe F du Championnat d'Europe de football 2024/Tchéquie - Turquie

## Statistiques

### Temps de jeu
| N°         | Joueurs         |          |          |          | TT       | But inscrit | Passe décisive | MJ       | MT       | Légende |
| ---------- | --------------- | -------- | -------- | -------- | -------- | ----------- | -------------- | -------- | -------- | --- |
| Gardiens   | Gardiens        | Gardiens | Gardiens | Gardiens | Gardiens | Gardiens    | Gardiens       | Gardiens | Gardiens | Abréviations et symboles : TT : Total de minutes jouées MJ : Nombre de matchs joués MT : Matchs joués en tant que titulaire : but : passe décisive : joueur entré : joueur remplacé : capitaine : carton jaune : carton rouge |
| 1          | Jindřich Staněk | 90       | -        | -        | 90       | -           | -              | 1        | 1        | Abréviations et symboles : TT : Total de minutes jouées MJ : Nombre de matchs joués MT : Matchs joués en tant que titulaire : but : passe décisive : joueur entré : joueur remplacé : capitaine : carton jaune : carton rouge |
| 16         | Matěj Kovář     | -        | -        | -        | -        | -           | -              | -        | -        | Abréviations et symboles : TT : Total de minutes jouées MJ : Nombre de matchs joués MT : Matchs joués en tant que titulaire : but : passe décisive : joueur entré : joueur remplacé : capitaine : carton jaune : carton rouge |
| 23         | Vítězslav Jaroš | -        | -        | -        | -        | -           | -              | -        | -        | Abréviations et symboles : TT : Total de minutes jouées MJ : Nombre de matchs joués MT : Matchs joués en tant que titulaire : but : passe décisive : joueur entré : joueur remplacé : capitaine : carton jaune : carton rouge |
| Défenseurs |                 |          |          |          |          |             |                |          |          | Abréviations et symboles : TT : Total de minutes jouées MJ : Nombre de matchs joués MT : Matchs joués en tant que titulaire : but : passe décisive : joueur entré : joueur remplacé : capitaine : carton jaune : carton rouge |
| 2          | David Zima      | -        | -        | -        | -        | -           | -              | -        | -        | Abréviations et symboles : TT : Total de minutes jouées MJ : Nombre de matchs joués MT : Matchs joués en tant que titulaire : but : passe décisive : joueur entré : joueur remplacé : capitaine : carton jaune : carton rouge |
| 4          | Robin Hranáč    | 90       | -        | -        | 90       | -           | -              | 1        | 1        | Abréviations et symboles : TT : Total de minutes jouées MJ : Nombre de matchs joués MT : Matchs joués en tant que titulaire : but : passe décisive : joueur entré : joueur remplacé : capitaine : carton jaune : carton rouge |
| 5          | Vladimír Coufal | 90       | -        | -        | 90       | -           | -              | 1        | 1        | Abréviations et symboles : TT : Total de minutes jouées MJ : Nombre de matchs joués MT : Matchs joués en tant que titulaire : but : passe décisive : joueur entré : joueur remplacé : capitaine : carton jaune : carton rouge |
| 6          | Martin Vitík    | -        | -        | -        | -        | -           | -              | -        | -        | Abréviations et symboles : TT : Total de minutes jouées MJ : Nombre de matchs joués MT : Matchs joués en tant que titulaire : but : passe décisive : joueur entré : joueur remplacé : capitaine : carton jaune : carton rouge |
| 12         | David Douděra   | 90       | -        | -        | 90       | -           | -              | 1        | 1        | Abréviations et symboles : TT : Total de minutes jouées MJ : Nombre de matchs joués MT : Matchs joués en tant que titulaire : but : passe décisive : joueur entré : joueur remplacé : capitaine : carton jaune : carton rouge |
| 15         | David Jurásek   | -        | -        | -        | -        | -           | -              | -        | -        | Abréviations et symboles : TT : Total de minutes jouées MJ : Nombre de matchs joués MT : Matchs joués en tant que titulaire : but : passe décisive : joueur entré : joueur remplacé : capitaine : carton jaune : carton rouge |
| 18         | Ladislav Krejčí | 90       | -        | -        | 90       | -           | -              | 1        | 1        | Abréviations et symboles : TT : Total de minutes jouées MJ : Nombre de matchs joués MT : Matchs joués en tant que titulaire : but : passe décisive : joueur entré : joueur remplacé : capitaine : carton jaune : carton rouge |
| 24         | Tomáš Vlček     | -        | -        | -        | -        | -           | -              | -        | -        | Abréviations et symboles : TT : Total de minutes jouées MJ : Nombre de matchs joués MT : Matchs joués en tant que titulaire : but : passe décisive : joueur entré : joueur remplacé : capitaine : carton jaune : carton rouge |
| Milieux    |                 |          |          |          |          |             |                |          |          | Abréviations et symboles : TT : Total de minutes jouées MJ : Nombre de matchs joués MT : Matchs joués en tant que titulaire : but : passe décisive : joueur entré : joueur remplacé : capitaine : carton jaune : carton rouge |
| 3          | Tomáš Holeš     | 90+3     | -        | -        | 93       | -           | -              | 1        | 1        | Abréviations et symboles : TT : Total de minutes jouées MJ : Nombre de matchs joués MT : Matchs joués en tant que titulaire : but : passe décisive : joueur entré : joueur remplacé : capitaine : carton jaune : carton rouge |
| 7          | Antonín Barák   | 79       | -        | -        | 13       | -           | -              | 1        | 0        | Abréviations et symboles : TT : Total de minutes jouées MJ : Nombre de matchs joués MT : Matchs joués en tant que titulaire : but : passe décisive : joueur entré : joueur remplacé : capitaine : carton jaune : carton rouge |
| 8          | Petr Ševčík     | 79       | -        | -        | 13       | -           | -              | 1        | 0        | Abréviations et symboles : TT : Total de minutes jouées MJ : Nombre de matchs joués MT : Matchs joués en tant que titulaire : but : passe décisive : joueur entré : joueur remplacé : capitaine : carton jaune : carton rouge |
| 14         | Lukáš Provod    | 79       | -        | -        | 11       | -           | -              | 1        | 1        | Abréviations et symboles : TT : Total de minutes jouées MJ : Nombre de matchs joués MT : Matchs joués en tant que titulaire : but : passe décisive : joueur entré : joueur remplacé : capitaine : carton jaune : carton rouge |
| 20         | Ondřej Lingr    | 60       | -        | -        | 35       | -           | -              | 1        | 0        | Abréviations et symboles : TT : Total de minutes jouées MJ : Nombre de matchs joués MT : Matchs joués en tant que titulaire : but : passe décisive : joueur entré : joueur remplacé : capitaine : carton jaune : carton rouge |
| 21         | Lukáš Červ      | -        | -        | -        | -        | -           | -              | -        | -        | Abréviations et symboles : TT : Total de minutes jouées MJ : Nombre de matchs joués MT : Matchs joués en tant que titulaire : but : passe décisive : joueur entré : joueur remplacé : capitaine : carton jaune : carton rouge |
| 22         | Tomáš Souček    | 90       | -        | -        | 90       | -           | -              | 1        | 1        | Abréviations et symboles : TT : Total de minutes jouées MJ : Nombre de matchs joués MT : Matchs joués en tant que titulaire : but : passe décisive : joueur entré : joueur remplacé : capitaine : carton jaune : carton rouge |
| 25         | Pavel Šulc      | 79       | -        | -        | 11       | -           | -              | 1        | 1        | Abréviations et symboles : TT : Total de minutes jouées MJ : Nombre de matchs joués MT : Matchs joués en tant que titulaire : but : passe décisive : joueur entré : joueur remplacé : capitaine : carton jaune : carton rouge |
| 26         | Matěj Jurásek   | -        | -        | -        | -        | -           | -              | -        | -        | Abréviations et symboles : TT : Total de minutes jouées MJ : Nombre de matchs joués MT : Matchs joués en tant que titulaire : but : passe décisive : joueur entré : joueur remplacé : capitaine : carton jaune : carton rouge |
| Attaquants |                 |          |          |          |          |             |                |          |          | Abréviations et symboles : TT : Total de minutes jouées MJ : Nombre de matchs joués MT : Matchs joués en tant que titulaire : but : passe décisive : joueur entré : joueur remplacé : capitaine : carton jaune : carton rouge |
| 9          | Adam Hložek     | -        | -        | -        | -        | -           | -              | -        | -        | Abréviations et symboles : TT : Total de minutes jouées MJ : Nombre de matchs joués MT : Matchs joués en tant que titulaire : but : passe décisive : joueur entré : joueur remplacé : capitaine : carton jaune : carton rouge |
| 10         | Patrik Schick   | 60       | -        | -        | 60       | -           | -              | 1        | 1        | Abréviations et symboles : TT : Total de minutes jouées MJ : Nombre de matchs joués MT : Matchs joués en tant que titulaire : but : passe décisive : joueur entré : joueur remplacé : capitaine : carton jaune : carton rouge |
| 11         | Jan Kuchta      | 60       | -        | -        | 60       | -           | -              | 1        | 1        | Abréviations et symboles : TT : Total de minutes jouées MJ : Nombre de matchs joués MT : Matchs joués en tant que titulaire : but : passe décisive : joueur entré : joueur remplacé : capitaine : carton jaune : carton rouge |
| 13         | Mojmír Chytil   | 60       | -        | -        | 35       | -           | -              | 1        | 0        | Abréviations et symboles : TT : Total de minutes jouées MJ : Nombre de matchs joués MT : Matchs joués en tant que titulaire : but : passe décisive : joueur entré : joueur remplacé : capitaine : carton jaune : carton rouge |
| 17         | Václav Černý    | -        | -        | -        | -        | -           | -              | -        | -        | Abréviations et symboles : TT : Total de minutes jouées MJ : Nombre de matchs joués MT : Matchs joués en tant que titulaire : but : passe décisive : joueur entré : joueur remplacé : capitaine : carton jaune : carton rouge |
| 19         | Tomáš Chorý     | 90+3     | -        | -        | 2        | -           | -              | 1        | 0        | Abréviations et symboles : TT : Total de minutes jouées MJ : Nombre de matchs joués MT : Matchs joués en tant que titulaire : but : passe décisive : joueur entré : joueur remplacé : capitaine : carton jaune : carton rouge |

| Buts | Joueurs | Adversaires |
| ---- | ------- | ----------- |
|      |         |             |

| Passes | Joueurs | Adversaires |
| ------ | ------- | ----------- |
|        |         |             |